# Domitilla Mukantaganzwa
Domitilla Mukantaganzwa (* 11. November 1964 im Sektor Kimihurura) ist eine ruandische Juristin. Seit 2024 ist sie die Präsidentin des Obersten Gerichtshofs von Ruanda.

## Leben und Wirken
Mukantaganzwa besuchte nach dem Abschluss ihrer Schulausbildung ab 1983 die Université nationale du Rwanda. Dort studierte sie Rechtswissenschaften und erwarb 1987 den Titel Bachelor of Laws. Zudem erwarb sie einen Master-Abschluss in Friedensstudien und Internationalen Beziehungen des Hekima University College. Anschließend trat sie in den Staatsdienst ein und wurde Beigeordnete des Bürgermeisters der Gemeinde Nyarugenge im gleichnamigen Distrikt. Kurz darauf wechselte sie als Beamtin in das ruandische Landwirtschaftsministerium. 1994 wurde sie nach dem Völkermord in Ruanda kurzzeitig zur Generaldirektorin im Ministerium für Soziales und Arbeit ernannt, bevor sie während der Notstandszeit zu UNICEF wechselte. Anschließend gründete sie eine Anwaltskanzlei, bis sie 1999 in die Rechts- und Verfassungskommission berufen wurde, die die Verfassung von 2003 entwarf. Nachdem die Verfassung erarbeitet worden war, wurde Mukantaganzwa zur Leiterin der Nationalen Gacaca-Gerichtsbarkeitskommission ernannt. 2012 schloss sie diese Tätigkeit mit einem Abschlussbericht an die Regierung ab. 2019 ernannte Präsident Paul Kagame sie zur Vorsitzenden zur ruandischen Kommission für Gesetzesreform, nachdem sie zuvor für einige Jahre nicht in staatlichen Ämtern eingesetzt worden war.
Im Dezember 2024 ernannte Präsident Kagame Mukantaganzwa zur Präsidentin des Obersten Gerichtshofs von Ruanda. Am 12. Dezember 2024 wurde sie vereidigt.
Mukantaganzwa ist mit dem ehemaligen ruandischen Bildungsminister und ehemaligen Bürgermeister von Kigali, Theoneste Mutsindashyaka, verheiratet.